# Star Train
Star Train (от англ. „Звезден влак“) е сингъл на японското трио Парфюм, двайсет и втори поред, издаден на 28 октомври 2015 г. в Япония. Едноименната песен е четвъртият сингъл от петия студиен албум на групата – Cosmic Explorer, който излиза в началото на месец април следващата година. Използвана е като саундтрак към документалния филм за групата – We Are Perfume – World Tour 3rd Document, излязъл в Япония и САЩ на 31 октомври същата година. Стандартното издание съдържа единствено Star Train и Tokimeki Lights, докато макси сингълът включва и песента Imitation World, както и официалните инструментални версии и на трите песни. В лимитираното издание са добавени и официалният видеоклип към Star Train и клип, който проследява направата на клипа към песента.
Предният сингъл, Relax in the City/Pick Me Up, е издаден шест месеца по-рано през месец април, което прави Star Train вторият и последен за 2015 г. сингъл на групата.
Песента Tokimeki Lights е използвана в реклама за продукта на компания Eisai – Chocola BB Royal 2, в която и трите момичета участват.
Въпреки че тези две песни са чисто нови, Imitation World не е – оригиналната ѝ версия е записана още през 2006 г. и включена единствено в първото DVD на групата, Fan Service (Bitter), с изпълнение на живо, но не присъства в никой албум след това официално. Версията, включена тук, се отличава от оригиналната по забавеното темпо и сменената тоналност.

## Видеоклип
Star Train е юбилейна песен за триото, с която то отбелязва своите 15 години на сцена и 10 години от първия си мейджър сингъл. Клипът, заснет към нея, проследява по семпъл начин историята на момичетата за това, как те се намират и с времето преуспяват като група.
Клипът започва с фенер на черен фон, който се спуска в ръцете на А~чан (Аяка Нишиуаки). Тя го взима и броди с него в тъмнината, пеейки, докато текстът на песента върви паралелно от начало докрай в десния край на клипа. Не след дълго намира Кашиюка (Юка Кашино), също с фенер в ръка. След като А~чан се присъединява към нея, двете девойки вървят заедно една до друга, пеейки песента. Накрая се озовават пред три тапицирани червени седалки, като сядат съответно вляво и вдясно, оставяйки мястото посредата празно. Недалеч зад тях се появява третият член на групата – Ночи (Аяно Омото), която включва кинопрожектор с ролки и се настанява на празното място между приятелките си. Прожекторът излъчва върху екран пред тях отбрани моменти от документалния филм We Are Perfume – World Tour 3rd Document, включващ концерти, които момичетата са изнасяли по време на третото си световно турне, което е проследено във филма (в клипа се срещат единствено имената на Тайпе и Сингапур, но може да се видят кадри и от Лондон).
След средата на клипа камерата акцентира върху всяко едно от момичетата поотделно на забавен кадър. Към края те стават от местата си и се нареждат с лица една срещу друга, като в същия момент прожектори в меки тонове ги осветяват върху малък кръгъл пиедестал, върху който триото се намира. Камерата кръжи около тях, като накрая се оказва, че това са всъщност кадри, които прожекторът излъчва върху екрана, който девойките гледат преди това. Накрая и трите се нареждат около прожектора и камерата фокусира върху обектива, който не спира да свети, което би могло да се тълкува като знак, че скоро групата няма да се разпадне.

## Песни
Всички песни и аранжименти са дело на продуцента на групата, Ясутака Танака, като единствено песента Imitation World, която е записана от групата още през 2006 г., е написана от Еми Киноко, но преработена от Наката за настоящия сингъл.
| CD сингъл, достъпен и за дигитално теглене (Европа и САЩ) (Стандартно издание) | CD сингъл, достъпен и за дигитално теглене (Европа и САЩ) (Стандартно издание) | CD сингъл, достъпен и за дигитално теглене (Европа и САЩ) (Стандартно издание) | CD сингъл, достъпен и за дигитално теглене (Европа и САЩ) (Стандартно издание) | CD сингъл, достъпен и за дигитално теглене (Европа и САЩ) (Стандартно издание) | CD сингъл, достъпен и за дигитално теглене (Европа и САЩ) (Стандартно издание) | CD сингъл, достъпен и за дигитално теглене (Европа и САЩ) (Стандартно издание) | CD сингъл, достъпен и за дигитално теглене (Европа и САЩ) (Стандартно издание) | CD сингъл, достъпен и за дигитално теглене (Европа и САЩ) (Стандартно издание) | CD сингъл, достъпен и за дигитално теглене (Европа и САЩ) (Стандартно издание) |
| №                                                                              | Име                                                                            | Време                                                                          |                                                                                |                                                                                |                                                                                |                                                                                |                                                                                |                                                                                |                                                                                |
| ------------------------------------------------------------------------------ | ------------------------------------------------------------------------------ | ------------------------------------------------------------------------------ | ------------------------------------------------------------------------------ | ------------------------------------------------------------------------------ | ------------------------------------------------------------------------------ | ------------------------------------------------------------------------------ | ------------------------------------------------------------------------------ | ------------------------------------------------------------------------------ | ------------------------------------------------------------------------------ |
| 1.                                                                             | Star Train                                                                     | 4:34                                                                           |                                                                                |                                                                                |                                                                                |                                                                                |                                                                                |                                                                                |                                                                                |
| 2.                                                                             | Tokimeki Lights                                                                | 4:26                                                                           |                                                                                |                                                                                |                                                                                |                                                                                |                                                                                |                                                                                |                                                                                |
| 09:00                                                                          |                                                                                |                                                                                |                                                                                |                                                                                |                                                                                |                                                                                |                                                                                |                                                                                |                                                                                |

| Макси CD сингъл | Макси CD сингъл                                         | Макси CD сингъл | Макси CD сингъл | Макси CD сингъл | Макси CD сингъл | Макси CD сингъл | Макси CD сингъл | Макси CD сингъл | Макси CD сингъл |
| №               | Име                                                     | Време           |                 |                 |                 |                 |                 |                 |                 |
| --------------- | ------------------------------------------------------- | --------------- | --------------- | --------------- | --------------- | --------------- | --------------- | --------------- | --------------- |
| 1.              | Star Train                                              | 4:34            |                 |                 |                 |                 |                 |                 |                 |
| 2.              | Tokimeki Lights                                         | 4:26            |                 |                 |                 |                 |                 |                 |                 |
| 3.              | イミテーションワールド (Imitation World)                | 5:14            |                 |                 |                 |                 |                 |                 |                 |
| 4.              | Star Train (Инструментал)                               | 4:34            |                 |                 |                 |                 |                 |                 |                 |
| 5.              | Tokimeki Lights (Инструментал)                          | 4:26            |                 |                 |                 |                 |                 |                 |                 |
| 6.              | イミテーションワールド (Imitation World) (Инструментал) | 5:13            |                 |                 |                 |                 |                 |                 |                 |
| 28:27           |                                                         |                 |                 |                 |                 |                 |                 |                 |                 |

| 1. | Star Train                                                                                               | 4:34 |
| 2. | Tokimeki Lights                                                                                          | 4:26 |
| 3. | イミテーションワールド (Imitation World)                                                                 | 5:14 |
| 4. | Star Train (Инструментал)                                                                                | 5:10 |
| 5. | Tokimeki Lights (Инструментал)                                                                           | 4:26 |
| 6. | イミテーションワールド (Imitation World) (Инструментал)                                                  | 5:13 |
| 7. | Star Train (Официален видеоклип)                                                                         |      |
| 8. | Perfume View ※ Making of Footage for the 'STAR TRAIN' PV (Видеоклип за направата на клипа на Star Train) |      |

## Класиране
| Класация (2015)                   | Позиция |
| --------------------------------- | ------- |
| Japan Weekly Chart (Орикон)       | 4       |
| Japan Yearly Chart (Орикон)       | 79      |
| Japan Hot 100 (Билборд)           | 2       |
| Japan Hot Singles Sales (Билборд) | 2       |
| Japan Radio Songs (Билборд)       | 1       |
| SoundScan Japan                   | 2       |

|  | Тази страница частично или изцяло представлява превод на страницата Star Train в Уикипедия на английски. Оригиналният текст, както и този превод, са защитени от Лиценза „Криейтив Комънс – Признание – Споделяне на споделеното“, а за съдържание, създадено преди юни 2009 година – от Лиценза за свободна документация на ГНУ. Прегледайте историята на редакциите на оригиналната страница, както и на преводната страница, за да видите списъка на съавторите. ВАЖНО: Този шаблон се отнася единствено до авторските права върху съдържанието на статията. Добавянето му не отменя изискването да се посочват конкретни източници на твърденията, които да бъдат благонадеждни. |